# Proteorhodophytina
A Proteorhodophytina a vörösmoszatok (Rhodophyta) egyik altörzse, testvércsoportja az Eurhodophytina.

## Történet
Korábban parafiletikusnak gondolták, és egyszerűen „bazális vörösmoszatoknak” nevezték: 4 osztályát egymás után elágazó bazális kládoknak tekintették. 2017-ben Muñoz-Gómez et al. ptDNS-elemzéssel igazolták, hogy a korábban bazálisnak tekintett vörösmoszatok egy kládot alkotnak, a Proteorhodophytinát, mely az Eurhodophytina testvércsoportja. Emellett igazolták, hogy a vörös szekunder plasztiszok a mezofil vörösmoszatok, így a Rhodellophyceae kialakulása előtt jelentek meg. Moreira et al. ugyanez évben megerősítették magi gének elemzésével. Adl et al. 2019-es rendszertanában az Eurhodophytina és a Cyanidiophyceae mellett szerepel.
Pietluch et al. 2024-ben kimutatták molekuláris óra által, hogy a Proteorhodophytina az Eurhodophytinától mintegy 1,2 milliárd évvel ezelőtt alakult ki, a Cryptophyta és a Haptophytina plasztiszai őseinek kialakulása után és a két klád és a Cryptista, illetve a Haptista többi kládja elkülönülése körül. Ez cáfolja a Chromalveolata-hipotézist – mely szerint 1 vörösmoszat-endoszimbiózis történt a „Chromalveolata” közös ősében – és a sorozatosendoszimbiózis-hipotézist – mely szerint egy másodlagos vörösmoszat-endoszimbiózis történt a Cryptophytában, melyet későbbi plasztisztranszferek követtek más, Cavalier-Smith által korábban a Chromalveolatába sorolt ágakba. Ehelyett két elkülönülő vörösmoszat-endoszimbiózist feltételeztek – egyet a sárgásmoszatokban, egyet a Cryptophytában, ahonnan végül 2 további endoszimbiózis történt, egyikük a Cryptophyta és a Haptophytina, másikuk a fotoszintetikussá vált sárgásmoszatok és az Alveolata nem csillós fajai közt.

### Etimológia
A Proteorhodophytina név a tengerek görög istene, Próteusz nevéből származik, utalva a klád jelentős („próteuszi”) feno- és genotípusbeli diverzitására.

## Genetika

### Magi DNS
Kevés magi genom ismert a Proteorhodophytinából. A Rhodosorus marinus magi genomja szekvenálása alapján annak legtöbb mitokondriális riboszómaalegység-génje a magba került át. Ennek szerkezete álkromoszómás. A Chroothece mobilisban endoszimbionta géntranszferrel a mitokondriumból vagy a plasztiszból a sejtmagba átkerültek gének.

### Sejtszervecske-DNS
Az egyik legnagyobb ptDNS-sel a Corynoplastis japonica rendelkezik, ennek ptDNS-e az egyik legnagyobb az ismert vörösmoszatok közt, és leírásától a Haematococcus lacustris ptDNS-ének szekvenálásáig a legnagyobb volt. Hossza 1 127 474 bp, ebből 991 673 nem kódoló, ebből 271 113 génközi, 720 560 intron-DNS. GC-tartalma 23,68%, összesen 311 intronja van, transzpozáza nincs. A Bulboplastis apyrenoidosa ptDNS-e is nagy, bár mérete csak mintegy fele a C. japonicáénak (610 063 bp). Előbbi 311 intront tartalmaz, de utóbbiban is 200-nál több van. Azonban csak a Rhodellophyceae és a Porphyridiophyceae rendelkeznek nagy ptDNS-sel, ezt részben ágspecifikus bővülési események okozzák. A ptDNS különböző módokon nőtt: míg a C. japonica ptDNS-növekedésének fő oka a jelentős intronszám-növekedés, a B. apyrenoidosáéban bakteriális eredetű sorozatok kísérték az introninzertációt.
A nagy, diverz és igen introngazdag ptDNS mellett mtDNS-e is nagyobb, mint más vörösmoszatkládoké – akár a többi klád méretének 3-szorosa is lehet –, azonban a Stylonematophyceae esetén ennek szerkezete is más: a többi vörösmoszatra jellemző egységes genom helyett 1–2, specifikus kazettával és állandósult konstans régióval elválasztott génes minikörökből álló mtDNS-e van egyedi, az mtDNS stabilitásáért felelős szakaszokkal és az annak rekombinációjából keletkezett heterokonkatemerekkel, de feltehetően több DNS-replikációs, -rekombinációs és -javító gént nem tartalmaz. A Stylonematophyceae magas GC-tartalmú mtDNS-sel rendelkezik. A növényekben a DNS-replikációs, -javító és -rekombinációs gének eltávolítása ismétlődő rekombinációkkal 
Bár a ptDNS és mtDNS növekedésének fő oka az introntranszfer, a Proteorhodophytinában van Beveren et al. nem figyeltek meg friss introntranszfert. Az intronszaporodás fő oka az intron másoló-beillesztő képessége, melyet intronkódolt fehérje (IEP) – egy gyakran reverz transzkriptázként is működni képes maturáz – is segíthet. Azonban ez gyakran eltűnik a sejtszervecskeintronokban, így az IEP elfajul, mint például a Porphyridium purpureum ptDNS-e esetén.
Első szekvenált mtDNS-e a Compsopogon caeruleusé, ezt Nan et al. szekvenálták 2017-ben, de az mtDNS-alapú leírást gátolta, hogy 2022-ig ez volt az egyetlen szekvenált Proteorhodophytina-mtDNS. Ennek hossza 26 807 bp, GC-tartalma 27,4%, 21 tRNS-, 20 fehérjekódoló és 3, a szekvenáláskor ismeretlen funkciójú génje van.

## Filogenetika
Filogenetikai (csomópontalapú) meghatározása szerint a Porphyridium purpureum Drew et Ross 1965 (Porphyridiophyceae), a Bangiopsis subsimplex Schmitz 1896 (Stylonematophyceae), a Bulboplastis apyrenoidosa Kušibiki et al. 2012 (Rhodellophyceae és a Rhodochaete parvula Thuret ex Bornet 1892 (Compsopogonophyceae) fajokat tartalmazó legkisebb klád.

## Morfológia
Tagjai egysejtűek, ál- vagy valódi fonalasak, de a többsejtű tagok se alkotnak nagyobb, ál- vagy valódi parenchimás hínárszerű hajtást az Eurhodophytinával szemben. A Stylonematophyceae mitokondriális cristái csőszerűek, más kládokban vannak lapos cristájú fajok is.

## Életciklus
Életciklusában ivartalan és ivaros szaporodás egyaránt jelen van. A Compsopogonales ismert életciklusú fajai életciklusa kétfázisú, monosporangiumok és spermatangiumok egyaránt megtalálhatók benne, melyek a vegetatív sejtekből ívelt falak révén alakulnak ki.

## Jelentőség
A Chroothece richteriana élelmiszerekben és orvostudományban is használható lipidforrás lehet. Szárazanyag-tartalmában a dokozahexaénsav aránya 1,78%, az eikozapentaénsavé 14,15%, az arachidonsavé 0,92%, a γ-linolénsavé 0,78%, az ω-6 zsírsavak összesített aránya 5,9%, az ω-3 zsírsavaké 29,4%.

## Fordítás
Ez a szócikk részben vagy egészben  a   Proteorhodophytina című angol Wikipédia-szócikk ezen változatának fordításán alapul.  Az eredeti cikk szerkesztőit annak laptörténete sorolja fel. Ez a jelzés csupán a megfogalmazás eredetét és a szerzői jogokat jelzi, nem szolgál a cikkben szereplő információk forrásmegjelöléseként.